# 50. Трка кроз Србију
Јубиларна 50-та трка „Кроз Србију“ је међународна бициклистичка трка из категорије 2.2 за светске бодове. Стаза је дугачка укупно 1073 километра, има пет брдских циљева од којих су два прве категорије, у петој етапи Златибор - Пале (Сљемеч 1300 метра и Равна Романија 1200 метара). Бициклистичка трка „Кроз Србију” је свечано отворена у недељу, 13. јуна 2010, у 18:30 часова на Тргу републике, а трка је званично стартовала 14. јуна првом етапом од Београда (преко Младеновца) до Зајечара. Покровитељ прве етапе је био град Београд.
У појединачној конкуренцији победник трке је Италијан Лука Аскани из екипе Кавалијере. Бициклисти београдског Партизана су екипни победници 50. међународне бициклистичке трке „Кроз Србију“, док су Партизанови бициклисти током целе трке водили велику борбу са италијанским бициклистима из екипе Кавалијере и бицклистима из руске екипе Итер - Каћуше, на крају су у укупном пласману били бољи од Кавалијереа за 49 секунди, а Итер Каћуше за шест минута и пет секунди. Бициклисти Партизана су у првој години постојања као професионални тим постигли изузетан успех победивши, у кокуренцији 20 познатих екипа, међу којима је и неколико националних репрезентација, (Мађарска, Казахстан, Србија.....). Најбољи брдски возач на трци Кроз Србију био је Бугарин Владимир Коев, који је освојио плаву мајицу, највише пролазних циљева и зелену мајицу освојио је Матеј Марин из Словеније, а најбољи млади бициклиста на трци је био белгијанац Том Маусен, коме је припала бела мајица.

## Преглед трке, тимови и возачи
За трку је било пријављено 120 такмичара из 18 земаља и планирано је да траје до циља шесте етапе у Руми, 19. јуна. Друга етапа је вожена 15. јуна од Зајечара до Врања (Врањске бање), трећа етапа 16. јуна од Врањске бање до Врњачке бање, четврта етапа 17. јуна од Врњачке бање до Златибора, пета је 18. јуна од Златибора - до Пала и шеста етапа 19. јуна Пале (Милићи) - Рума. Током шест етапа, предвиђено је да такмичари пређу 1073 километра. Покровитељ трке је Минстарство за спорт Србије и трка се седму годину узастопно вози под слоганом „Туризам и бицклизам заједно“, па је трка 2010. године посвећена бањама Србије - Гамзиградској, Врањској, и Врњачкој бањи, као и Златибору. Градови домћини етапних места боре се и за велики пехар трке „Кроз Србију“ за најбољег домаћина етапе, док га је последње три године освајало Врање. Трка је категорије 2.2 за светске бодове. Стаза је дугачка укупно 1073 километра, има пет брдских циљева, два прве категорије у петој етапи Златибор - Пале (Сљемеч 1300 метра и Равна Романија 1200 метара).
На трци „Кроз Србију“, учествују две селекције Србије и профи тим Партизан Србија. Селектор Радиша Чубрић одредио је састав за две селекције - национални тим и Фестину. У репрезентацији Србије је Небојша Јовановић („Спарта“, Праг), Габор Каса („Спартак“, Суботица), Драган Спасић и Јован Рајковић (Железничар МБН), Предраг Прокић (Раднички Крагујевац) и Марко Станковић („Металац“, Краљево). У тиму Фестина су: Александар Миливојевић и Миланко Петровић (Металац, Краљево), Александар Дукић и Дејан Марић (Железничар МБН), Марко Вулета Ђуканов (Ас Аптин), Горан Шмелцеровић (Раднички Крагујевац). Спортски директор Партизана Душан Бановић одлучио се за састав: Иван Стевић, Жолт Дер, Есад Хасановић, Никола Козомара, Евгениј Собал (Белорусија) и Јован Зекавица.

## Распоред етапа
Трка се вози по следећем распореду:
1. етапа - 14. јун: Београд - Зајечар (190,5 km)
2. етапа - 15. јун: Зајечар - Врањска Бања (173 km)
3. етапа - 16. јун: Врањска Бања - Врњачка Бања (233 km)
4. етапа - 17. јун: Врњачка Бања - Златибор (148 km)
5. етапа - 18. јун: Златибор - Пале (Република Српска) 173,5
6. етапа - 19. јун: Пале - Рума 155 km.

### 1. етапа: Београд - Зајечар (14. јун)
Победник прве етапе трке „Кроз Србију“ је бициклиста профи тима Партизан, Есад Хасановић. Хасановић је трасу од Младеновца до Зајечара, дугу 190,5 километара, са једним брдским циљем, прешао у времену од четири сата, 47 минута и 19 секунди, 13 секунди пре следеће групе возача. Друго место припало је Русу Поршеву из Катјуше, док је трећи кроз циљ прошао Немац Стефан Шафер.
Резултат прве етапе
1. Есад Хасановић ( Србија, Партизан) 4:47,19
2. Александер Прошев ( Русија, Итера - Каћуша) + 13 секунди
3. Стефан Шафер ( Немачка, ЛКТ тим, Брандербург) + 13 секунди
4. Руслан Тлеубауев ( Казахстан, Национални тим Казахстана) + 13 секунди

- 8. Жолт Дер ( Србија, Партизан) + 13 секунди
- 12. Габор Каса ( Србија, Национални тим Србије) + 13 секунди
- 61. Давиде Торосантучи ( Италија, CDC) + 13 секунди
- 70. Иван Стевић ( Србија, Партизан) + 13 секунди

### 2. етапа: Зајечар - Врањска Бања (15. јун)
Бициклиста професионалног тима Партизана Есад Хасановић задржао је жуту мајицу и после 173 километра дуге друге етапе трке „Кроз Србију“, која је вожена 15. јуна од Књажевца до Врањске Бање. Победник друге етапе 50. издања трке Кроз Србију је Немац Стефан Шефер из немачког тима Брандербург, а бициклиста из истог тима Тино Мелер заузео је друго место, док је Италијан Давид ди Анђело из екипе Кавалијере заузео треће место. Брдски циљ Тресибаба освојио је Рида Цадор, члан бициклистичке репрезентације Мађарске.
Резултати друге етапе
1. Стефан Шафер ( Немачка, ЛКТ тим, Брандербург) 4:15,21
2. Тино Мајер ( Немачка, ЛКТ тим, Брандербург)
3. Давиде Д'Анђело (Италија)
4. Марин Матеј ( Словенија, Перутина Птуј)

- 10. Жолт Дер ( Србија, Партизан)
- 24. Есад Хасановић ( Србија, Партизан)
- 25. Габор Каса ( Србија, Национални тим Србије)
- 30. Давиде Торосантучи (Италија)
- 33. Иван Стевић ( Србија, Партизан) сви у времену победника

### 3. етапа: Врањска Бања - Врњачка Бања (16. јун)
Трећа етапа трке Кроз Србију од Врања до Врњачке Бање у дужини од 233 километра је стартовала 16. јуна у 11 часова, док су се возачи на циљу у Врњачкој бањи очекивали око 17 сати. Есад Хасановић из Партизана задржао је жуту мајицу после треће етапе. Прво место у овој етапи освојио је Немац Тино Мајер (Бранденбург), а његов земљак и тимски колега Стефан Шефер био је други. На трећем месту је Рус Александар Поршев из руске екипе Каћуша. Они су етапу од Врања до Врњачке Бање у дужини од 233 километра прешли у времену од 5 сати 34 минута и 24 секунде. У истом времену стигла је велика група бициклиста, међу којима су сви најбољи бициклисти из селекција Србије.
Трка је била веома напорна и обележило ју је неколико опаснијих падова. Један од првопласираних, Словенац Дејан Подгорник, сломио је кључну кост, а трку неће моћи да настави ни Немац Матијас Белка, који је повредио колено. До пада је дошло и пред самим циљем, где је пало седам такмичара. Носилац жуте мајице Есад Хасановић, који је власник и плаве мајице као најбољи брдски возач, рекао је агенцији Бета да су његови клупски другови и чланови репрезентације паметно возили и у овој етапи и да се нада да ће тако бити и до краја трке. Селектор репрезентације Србије Драгиша Чубрић рекао је да је етапа била изузетно тешка, да је било доста покушаја бегова, незгодних падова, али да на крају нико није успео да се издвоји што најбоље говори о уједначености такмичара
.
Резултати треће етапе:
1. Тино Мајер ( Немачка, ЛКТ тим, Брандербург) 5:34,24
2. Стефан Шафер ( Немачка, ЛКТ тим, Брандербург)
3. Александер Просев ( Русија, Итера - Каћуша)
4. Давиде Д'Анђело (Италија)

- 7. Давиде Торосантучи (Италија) у времену победника
- 13. Жолт Дер ( Србија, Партизан) + 3 секунде
- 17. Есад Хасановић ( Србија, Партизан) + 7 секунди
- 37. Иван Стевић ( Србија, Партизан) + 7 секунди
- 45. Габор Каса ( Србија, Национални тим Србије) + 7 секунди

### 4. етапа: Врњачка Бања - Златибор (17. јун)
Белгијанац Роб Паувелс победник је четврте етапе 50. бициклистичке Трке Кроз Србију која је у дужини од 148 километара вожена од Врњачке Бање до Затибора. До ове етапе, водећи у генералном пласману, члан Партизана Есад Хасановић, заузео је десето место и изгубио жуту мајицу, коју ће у петој етапи носити словеначки професионалац из екипе Пертутнина Птуј Роберт Вречер. Главна група, у којој је био Хасановић, имала је 29 секунди заостатка у односу на победнички квартет, где је у сприту победио Пауверс, испред Вречера, Бугарина Владимира Коева и прошлогодишњег победника трке Италијана Давида Торосантучија.
Резултат четврте етапе :
1. Кевин Паувелс ( Белгија, Фидеа) 3:27,11
2. Роберт Вречер ( Словенија, Перутнина)
3. Владимир Коев ( Бугарска, Хемус)
4. Давиде Торосантучи ( Италија, CDC) сви у времену победника

- 10. Есад Хасановић ( Србија, Партизан) + 29 секунди
- 12. Габор Каса ( Србија, Национални тим Србије) + 29
- 32. Жолт Дер ( Србија, Партизан) + 1,11 минута
- 35. Иван Стевић ( Србија, Партизан) + 1,19 минута

### 5. етапа: Златибор - Пале (18. јун)
Победник пете етапе 50. бициклистичке Трке око Србије је Словенац Матеј Мугерли. Етапа у дужини од 172,5 километра вожена је од Златибора до Пала у Републици Српској. Најбољи представник Србије, Есад Хасановић заузео је седмо место, са 53 секуде заостатка у односу на победника, након чега за водећим Луком Асканијем из Италије заостаје 29 секунди. Хасановић је био у вођству до десетак километара пре циљ, али му је понестало снаге на другом брдском циљу на Романији. Тада су „повукли“ Мугерли и Аскани, који су били најсвежији и брзо су направили предност од три минута. До циља је Хасановић покушао да их стигне, али је само успео да смањи разлику на 53 секунде, тако да је пропустио велику прилику да поново обуче жуту мајицу.
Резултати пете етапе:
1. Матеј Мугерли ( Словенија, Перутина Птуј) 4:19,36
2. Лука Аскани (Италија) у времену победника
3. Орилијен Рибе ( Француска, AVC) + 51 секунд
4. Јевгениј Собал ( Белорусија, Партизан) + 53 секунде
5. Дмитри Косјаков ( Русија, Каћуша) + 53 секунде
6. Марош Ковач ( Словачка, Национални тим Словачке) + 53 секунде
7. Есад Хасановић ( Србија, Партизан) + 53 секунди

- ?. Давиде Торосантучи (Италија)
- ?. Габор Каса ( Србија, национални тим)
- ?. Жолт Дер ( Србија, Партизан)
- ?. Иван Стевић ( Србија, Партизан)

### 6. етапа: Пале - Рума (19. јун)
У последњој етапи која се возила од Пала до Руме, бег неког од бициклиста, бициклистичког клуба Партизан је практично био немогућ, јер стаза је била без брдских делова и више је одговарала „писташима“ (спринтерима). Победник 50. јубиларне Међународне трке „Кроз Србију“ је Италијан Лука Аскани, који је скромно изјавио је да је изузетан успех победа на овако престижној трци, са много добрих такмичара. Аскани је изјавио за Бету: 
Поносан сам, али много ми је помогао тим, цела трка је била квалитетна и неизвесна, искористио сам шансу што сам у последњој етапи стартовао као носилац жуте мајце, јер сам у лакшој етапи контролисао трку. Допала ми се Србија одлична је била организација трке и долазим сигурно и идуће године.
Резултати шесте етапе:
1. Давид д`Анђело ( Италија, CDC) 3:25,17 часова,
2. Тино Меиер ( Немачка, Брандебург),
3. Александар Поршев ( Русија, Итера Каћуша),
4. Жолт Дер ( Србија, Партизан Србија),
5. Иван Стевић ( Србија, Партизан Србија),
6. Мичел Хуендерс ( Холандија, Ројтерс) - сви у времену победника.

## Резултати - генерални пласман
Генерални појединачи пласман:
1. Лука Аскани ( Италија, CDC) 25:59,54 часова,
2. Матеј Мугерли ( Словенија, Перутина Птуј) + 23 секунде,
3. Есад Хасановић ( Србија, Партизан Србија) + 29,
4. Орелен Рибе ( Француска, ABC)+ 53,
5. Хавијер Квесада ( Шпанија, Ираклион, Крит),
6. Дмитри Косјаков ( Русија, Итера Каћуша) + 50 секудни

- 21. Жолт Дер ( Србија, Партизан Србија) + 7,19,
- 28. Иван Стевић ( Србија, Партизан Србија) + 10,16,
- 41. Небојша Јовановић ( Србија, национални тим) + 14,08,
- 46. Горан Шмелцеровић ( Србија, Фестина) + 21,23,
- 55. Драган Спасић ( Србија, национални тим) +23,58 минута заостатка.